# Le donne di buon umore
Ne doit pas être confondu avec Le donne de buon umore.
Le donne di buon umore (Les Femmes de bonne humeur) est une comédie en trois actes de Carlo Goldoni dont la première représentation s'est déroulée au Teatro Tordinona de Rome en 1758.

## Personnages
- Luca, vieux et sourd
- Silvestra, vieille, sa sœur
- Costanza, sa fille
- Felicita
- Leonardo, son épouse
- Dorotea
- Pasquina, sa fille
- Battistino, époux promis à Pasquina
- Conte Rinaldo
- Cavaliere Odoardo
- Mariuccia, servante de Costanza
- Nicolò, cabaretier
- Un serviteur qui parle
- Un serviteur qui ne parle pas